# Max Ussar
Max Boris Ussar (* 11. Juli 1919 in Maribor, Königreich der Serben, Kroaten und Slowenen; † 14. Jänner 2015) war ein österreichischer Ingenieur, Wärmetechniker und Hochschullehrer. Von 1962 bis 1983 war er Leiter des damaligen Instituts für Wärmetechnik und Industrieofenbau an der Montanistischen Hochschule/Montanuniversität Leoben.
Mit dem ehemaligen steirischen Landtagsabgeordneten, Lokalpolitiker, Lehrer, Schuldirektor und Ehrenbürger der Stadt Leoben Siegfried Ussar (* 1933) stand er in einem Verwandtschaftsverhältnis.

## Leben & Wirken
Max Boris Ussar wurde am 11. Juli 1919 als Sohn von Max (1891–um 1945) und Maria Anna Ussar (1898–19??; geborene Čuček) in der zur Verwaltungseinheit der Provinz Slowenien gehörenden Stadt Maribor im damaligen Königreich der Serben, Kroaten und Slowenen nahe der Grenze zu Österreich geboren. Ein Jahr später kam die Schwester Ingeborg (1920–2014) zur Welt. Nach der Abitur im Jahre 1938 am Königlichen Realgymnasium seiner Heimatstadt, startete er ein technisches Studium an der Höheren Technischen Lehranstalt für Maschinenwesen Darmstadt, die im Jahre 1939 in Städtische Ingenieurschule Darmstadt umbenannt wurde. Des Weiteren inskribierte er an der Fakultät für Maschineningenieurwesen an der Technischen Universität München. Im Herbst 1940 folgte seine Inskription an der Technischen Hochschule Karlsruhe, an der er im Jänner 1942 seine Diplomhauptprüfung an der Fakultät für Maschinenwesen in der Fachrichtung Gas- und Brennstoffwesen mit sehr gutem Erfolg ablegte.
Nach erfolgreichem Abschluss war er am Gasinstitut seiner Alma Mater als technischer und ordentlicher Assistent angestellt, musste aber schon bald seinen Kriegsdienst im Zweiten Weltkrieg versehen. Nachdem er aus der Kriegsgefangenschaft zurückgekehrt war, begann er noch im Jahre 1945 mit seiner Dissertation bei Wilhelm Petrascheck, dem Vater von Walther E. Petrascheck, an der Montanistischen Hochschule Leoben. Im Mai 1948 erfolgte Ussars Promotion zum Dr.mont. Bereits von 1947 bis ins Jahr 1950 war Ussar als wissenschaftliche Hilfskraft und Assistent an der Lehrkanzel für Feuerungskunde in Leoben angestellt. In weiterer Folge war er bis 1954 selbstständiger Wärmeingenieur bei der Österreichisch-Alpinen Montangesellschaft und danach von 1954 bis 1959 Abteilungsleiter bei der Ruhrgas AG in Essen. In den Jahren 1959 bis 1961 fungierte er als Geschäftsführer der Eisenhütte Südwest und Leiter der Wärmezweigstelle Saar der Energie- und Betriebswirtschaftsstelle Düsseldorf.
1962 folgte er dem Ruf an die Montanistische Hochschule Leoben, die im Jahre 1975 auf Basis des Universitäts-Organisationsgesetzes 1975 in Montanuniversität Leoben, kurz MUL, umbenannt wurde. Als ordentlicher Hochschulprofessor für Wärmetechnik und Metallhüttenkunde wurde er gleichzeitig auch als Vorstand des gleichnamigen Institutes, das auch als Institut für Wärmetechnik und Industrieofenbau bekannt war, bestellt. 1970 gründete Ussar zusammen mit Karl Bergmann, dem damaligen Vorstandsdirektor von Wienerberger, und Dipl.-Ing. Gerhart, dem damaligen Generaldirektor der Perlmooser Zementwerke, die Österreichische Gesellschaft zur Reinhaltung der Luft (ÖLR). Nur ein Jahr später gründete er zusammen mit den beiden erwähnten Herren das Institut für Umweltschutz und Emissionsfragen (IUE), bei dem Ussar die wissenschaftliche Leitung innehatte und Wolfgang Felbermayer (1943/44–2017) als Geschäftsführer eingesetzt wurde. Im Jahre 1982 wurden sowohl ÖLR als auch IUE, die beide ihren Sitz an Montanuni Leoben hatten, wieder aufgelöst.
Bei vielen Fragestellungen hinsichtlich des Umweltschutzes galt Ussar schon jeher seiner Zeit um Jahre voraus und wurde oftmals als Pionier des Industriellen Umweltschutzes bezeichnet. Der Zeitraum seines Wirkens als Hochschulprofessor gehört sowohl hinsichtlich der Anzahl betreuter Dissertationen und Diplomarbeiten als auch hinsichtlich des Aufbaus neuer Fachbereiche zu den bedeutendsten in der Geschichte des Lehrstuhls an der Montanuni Leoben. Im Jahre 1983 erfolgte Ussars Emeritierung als Hochschulprofessor; dennoch blieb er der Universität noch jahrzehntelang treu und trat des Öfteren als Redner oder bei öffentlichen Veranstaltungen der Universität in Erscheinung. Sein Nachfolger als Leiter des Instituts für Wärmetechnik, Industrieofenbau und Energiewirtschaft wurde Christian God, der die Leitung bis 2000 innehatte. Ussar, der sich auch privat um den Umweltschutz bemühte und Mitglied des Österreichischen Alpenvereins war, lebte bis zu seinem Tod in der Katastralgemeinde Neuhofen bei Seckau und war zuletzt der älteste Einwohner seiner Heimatgemeinde.
Am 14. Januar 2015 starb Ussar im Alter von 95 Jahren.